# Walther Zimmermann (Apotheker)
Walther Zimmermann (* 9. Juli 1890 in Dessau; † 20. Mai 1945 in Appenweier) war ein deutscher Apotheker, Pharmaziehistoriker und Schriftsteller.

## Leben
Der Anstaltsapotheker der Heil- und Pflegeanstalt Illenau bei Achern, Mitbegründer der Vereinigung deutscher Anstalts- und Krankenhausapotheker und der Gesellschaft für Geschichte der Pharmazie und Pharmaziehistoriker war eine allseitig gebildete Persönlichkeit mit wechselnder politischer Haltung. Zimmermann betätigte sich auch als Schriftsteller, insbesondere als Novellist. Seine Veröffentlichungen zur Botanik, Pharmaziegeschichte, Volks- und Landeskunde haben die Zeiten überdauert. Er hat auch Formen und Varietäten von Orchideen beschrieben; sein botanisches Autorenkürzel bei Taxa von Pflanzen ist "Walth.Zimm."

## Kindheit und Ausbildung
Walther Zimmermann war das erste Kind des aus Giersleben stammenden Lehrers Wilhelm Zimmermann (* 1864, † 1916) und dessen Ehefrau Ida, geborene Linsdorf, gebürtig aus Dessau (* 1868; † 1907). Sein Vater war zu jener Zeit Volksschullehrer und seine Familie wohnte im Mehrfamilienhaus der Linsdorfschen Erben in Dessau. Eingeschult wurde er in Bernburg, wo sein Vater bereits seit 1894 am „Herzoglichen Karlsgymnasium“ als Vorschullehrer des „Carolinums“ tätig war. Wilhelm Zimmermann ist im „Adreß-Buch der Stadt Bernburg für 1897/98“ als Vorschul-Lehrer namentlich aufgeführt. Er wird mit der Wohnanschrift Schloßstraße 15 genannt. Im Jahre 1901 verzog die Familie einschließlich der Großmutter, Witwe Friedrike Linsdorf, nach Freiburg im Breisgau, damit der Lehrer dort auf seiner neuen Stelle als „städtischer Handelslehrer“ finanziell besser gestellt sein konnte. Die beiden Söhne sollten eine höhere Bildung genießen.
Als Kind sowie Jugendlicher wuchs Walther Zimmermann nun in seiner neuen badischen Heimat auf. Nach dem gymnasialen Schulbesuch in Freiburg im Breisgau bis zur Untersekunda wollte er zunächst eine Ausbildung zum Zeichner aufnehmen, entschied sich jedoch entsprechend seinen naturwissenschaftlichen Vorlieben für den Apothekerberuf. Die dreijährige pharmazeutische Lehrzeit absolvierte er ab 1907 in der Freiburger Adler-Apotheke. Nach Ablegung der Prüfung wurde er 1910 Assistent in der Apotheke in Schopfheim. Er interessierte sich besonders für die Botanik wie und auch sein jüngerer Bruder Gerhard (1892–1917).
Zimmermann beschrieb und veröffentlichte 1912 mit Unterstützung des Deutschen Apotheker-Vereins die Formen der in Deutschland, Österreich und der Schweiz vorkommenden Orchideengewächse, um es Laien zu ermöglichen, die zahlreichen Gattungen und Arten dieser Pflanzenfamilie selbst bestimmen zu können.

## Studium und Apothekerberuf
Zimmermann studierte die seinerzeit üblichen vier Semester Pharmazie und Botanik an der Albert-Ludwigs-Universität von 1912 bis 1914. Dort waren vor allem seine Lehrer der Chemiker Heinrich Kiliani (1855–1945), der Pharmazeut Wilhelm Autenrieth (1863–1926), der Biochemiker Adolf Windaus (1876–1959), der Pharmakologe Walther Straub (1874–1944), die Botaniker Friedrich Oltmanns (1860–1945) sowie Arthur Tröndle (1881–1920) und der Physiker Franz Himstedt (1852–1933).

## Anstaltsapotheker
Die Approbation als Apotheker erhielt er 1915, nachdem er im Jahr zuvor das Staatsexamen an der Universität Freiburg erworben hatte. Seine universitären pharmazeutischen Kenntnisse setzte er zunächst in verschiedenen süddeutschen Apotheken ein, darunter als stellvertretender Verwalter der Klinischen Apotheke in Freiburg im Breisgau, bis er im November 1917 in der Heil- und Pflegeanstalt Illenau bei Achern in Baden als Anstaltsapotheker angestellt wurde.

## Vereinstätigkeiten
Zimmermann war Mitbegründer der Vereinigung Deutscher Anstalts- und Krankenhaus-Apotheker 1926, die durch Umwandlung der Vereinigung der Leiter der Anstaltsapotheken für das Deutsche Reich aus dem Jahre 1911 entstand. Er leitete die 1927 gegründeten Mitteilungen der Vereinigung deutscher Anstalts- und Krankenhausapotheker. Diese Zeitschrift erschien zunächst im Zweimonatsrhythmus und dann monatlich. Im Jahre 1919 trat Zimmermann dem Historischen Verein für Mittelbaden zur Pflege der Geschichte des Altertums und der Kunstdenkmäler bei, der am 8. Mai 1910 im Rathaus von Offenburg gegründet wurde. Er wirkte neben seiner Illenauer Apothekertätigkeit dort ehrenamtlich mit und bereitete die erste Hauptversammlung nach dem Ersten Weltkrieg am 11. Juni 1922 im Filmtheater „Tivoli“ in Achern vor. Auch während des Dritten Reiches konnte das Vereinsleben erhalten werden. Überdies war Zimmermann seit 1913 Mitglied im Badischen Landesverein für Naturkunde und Naturschutz.
Er war Mitbegründer der internationalen Gesellschaft für Geschichte der Pharmazie 1926 in Hall bei Innsbruck und nahm auch an den vorangegangenen Beratungen in der Winklerschen Stadtapotheke in Innsbruck teil. Seitdem gehörte er ihrem Vorstand an, zunächst als Leiter der Zentralstelle zur Sammlung pharmaziegeschichtlicher Publikationen, als Geschäftsführer und zuletzt als Beisitzer. Im Jahre 1926 gründete er eine Bergwacht-Ortsgruppe in Achern zusammen mit Mitgliedern des „Schwarzwaldvereins“ und des „Skiclubs“, in denen er ebenfalls Mitglied war.

## Politische Überzeugung
Im Jahre 1920 trat Zimmermann in die nationalliberale Deutsche Volkspartei ein. Nach deren Selbstauflösung 1933 wurde er zum überzeugten Nationalsozialisten. Er trat in die NSDAP ein und unterstützte das NS-Regime. Bis 1935 war er Gebietsapotheker der Hitlerjugend in Baden. Von 1937 bis 1940 engagierte er sich als Leiter der Abteilung Reichsjugendwaltung bzw. Jungapothekerschaft in der Reichsgeschäftsstelle der Deutschen Apothekerschaft in Berlin. Zimmermann wurde im 17. Dezember 1937 als Leiter der „Reichsjugendwaltung“ in der Standesorganisation „Die Deutsche Apothekerschaft (DDA)“ berufen und zog berufsbedingt in die Nähe seiner neuen Arbeitsstelle. Die Deutsche Apotheker-Zeitung würdigte 1940 den 50. Geburtstag von Zimmermann nachträglich unter der Rubrik „Geburtstag“ mit Angabe seiner Tätigkeit als „Leiter der Abteilung Reichsjugendwaltung“ in der „Reichsgeschäftstelle der Deutschen Apothekerschaft.“ Der DDA-Abteilungsleiter und Anstaltsapotheker a. D. war hier für die Schulung aller jungen Apotheker im Deutschen Reich organisatorisch zuständig. Mit von ihm verfassten Schriften, z. B. Chemisch-pharmazeutische Übungspräparaten des Apothekerpraktikanten, für die sein Vorgesetzter, der „Reichsjugendwalter“ Ernst Mutschler (* 1891; † 1974) ein Geleitwort schrieb, und ausgearbeiteten Vorträgen, die er mit selbst aufgenommenen Lichtbildern anreicherte, beteiligte sich Zimmermann persönlich an den Schulungen. Im Verlauf des Zweiten Weltkrieges verlor Zimmermann 1940 im Zuge einer Umstrukturierung seine Position in Berlin. Zimmermann beschuldigte später seinen ehemaligen Vorgesetzten Ernst Mutschler in einem vertraulichen Brief vom 29. April 1943 an seinen Freund Ludwig Finckh (* 1876; † 1964), Dichter und NSDAP-Mitglied seit 1933 wie er.
Zuletzt übte Zimmermann die Funktion eines Geschäftsführer der 1890 gegründeten Deutschen Pharmazeutischen Gesellschaft aus. Im Januar 1941 übernahm er die Leitung der Apotheke in Appenweier bis zu seinem Tod. Die Deutsche Apotheker-Zeitung meldete im Oktober 1942 die Umbenennung in Paracelsus-Apotheke durch den Inhaber, Walther Zimmermann. Am 15. Januar 1945 wurde in der Zeitschrift Deutsche Apotheker-Zeitung letztmals ein von ihm verfasster Beitrag veröffentlicht, in dem er den Anteil seiner pharmazeutischen Arbeit als Apotheker in Appenweier mit dem der pharmazeutischen Industrie seit Februar 1941 prozentual auswertete. Zuvor hielt er Vorträge zu Austausch- und Ausweichmitteln, die in Notzeiten verordnete Arzneimittel ersetzen könnten, unter dem Thema „Praktische Vorschläge zur Arzneiverordnung für den Arzt im 5. Kriegsjahr“. Anhand des Ergebnisses in diesen Kriegsjahren kam er zu der Erkenntnis, dass es notwendig sei „anstelle von schwer beschaffbaren Spezialitäten rezepturmäßige Verordnungen den Ärzten vorzuschlagen und Ausweichwege zu beschreiten“.

## Exlibris
Zimmermann sammelte nicht nur Apotheker-Exlibris, sondern befasste sich auch schriftstellerisch mit den „Werken der graphischen Kunst, die zur Besitzerkennung eines Buches dienen …“, wie er in seiner Einleitung von „Bucheignerzeichen“ in Illenau 1925 schrieb. Zu seiner Sammlung gehörten drei eigene Exlibris, die er unterschiedlich zur Kennzeichnung seiner verschiedenen Bücher einsetzte. Das aus einer grafisch gestalteten Mörsersäule mit Stößel bestehende, größte Bucheignerzeichen „Walther Zimmermann Apotheker – FÜR STAND UND STAAT“ ließ der Autor ganzseitig in seinem Buch „Exlibris“ veröffentlichen.
Für dieses Exlibris, das seine Gesamtpersönlichkeit zum Ausdruck bringen sollte, beauftragte der Apotheker den Acherner Künstler Julius Graf (* 1884; † 1968), gestaltete jedoch den Entwurf dafür selbst. Nach der Beschreibung des Eigners steht der Familienname „Zimmermann“ im Mittelpunkt des Buchzeichens. Der Name Zimmermann wird durch eine gezeichnete Blüte der Orchidee „Ophrys Zimmermanniana“ verdeutlicht. Zugleich sollte das „redende Namenszeichen“ auf den Entdecker dieser Orchidee, den Botaniker und hauptberuflichen Juristen Alfred Fuchs (* 1872; † 1927) hinweisen. Die Lebensauffassung „Immer munter“ wurde vom Künstler im Umfeld der Orchideenblüte mit dem alemannischen Wahlspruch „Allwil busber“ bekannt gemacht. Ein Schäfer mit Hirtenstab und Schafen einerseits und andererseits ein Zimmermann mit Handwerkszeug – wie Zimmersäge, Zimmermanns-Axt, Stemmeisen, Klopfholz und Hobelbank – deuten auf die Vorfahren des Apothekers Zimmermann hin. Seine Vorliebe für die deutsche Sprach- und badische Mundartforschung sowie Volkskunde wollte er nach eigenen Angaben mit den mittelhochdeutschen Worten im Bucheignerzeichen „Dis Buoch ist myn“ zum Ausdruck bringen.
Im Sockel des Mörsers auf diesem Buchzeichen sind die drei Orte abgebildet, mit denen sich Zimmermann in seinem Leben als Schüler, Auszubildender und Apotheker bis 1925 besonders verbunden fühlte: Bernburg an der Saale, Freiburg im Breisgau mit dem Münster und Illenau, seine Arbeitsstätte, sowie im Hintergrund die Hornisgrinde-Landschaft.
Ein zweites, von ihm selbst gestaltetes, kleineres Buchzeichen trägt die Umschrift „EIGENTUM VON APOTHEKER WALTHER ZIMMERMANN 1925 WZ“. Der Eigner nutzte dieses Besitzzeichen für Sonderdrucke seiner Bibliothek. Diese Exlibris sollte laut Beschreibung Zimmermanns „die ganze wissenschaftliche Persönlichkeit des Inhabers“ in konzentrierter Form erfassen: den Apotheker, den Fachgeschichtsforscher (Pharmaziehistoriker), den Botaniker, den Volkskundler und den Schriftsteller. Abgebildet ist in der Kleingrafik die Orchideenblüte der „Ophrys Zimmermanniana“. Ein gläsernes Gefäß zur Trennung von Stoffen durch Erhitzen und anschließendes Abkühlen, die so genannte Retorte, ist ebenso Blickfang wie der historische Mörser, der mit einem Stößel bestückt ist, und der mit einem fünfzackigen Stern, dem Drudenfuß aus der Heraldik, verziert wurde. Die Verzierung ist hier als ein Symbol für böse, alemannische Leute, die Schrätteli gedacht und soll Walther Zimmermann als Volkskundler versinnbildlichen. Eine Feder, die sinnbildlich für den Schriftsteller Walther Zimmermann steht, und eine Apothekenkanne mit zylindrischer Tülle sowie bauchiger Wandung und ein Etikett darauf, runden dieses Persönlichkeits-Exlibris ab. Den Fachpolitiker wollte der Apotheker mit dem abgebildeten Pistill betonen.
Seine Verbundenheit mit dem „floristisch-systematischen Sondergebiet der Orchideenkunde“ wollte Zimmermann mit dem von ihm selbst gezeichneten kleinen Exlibris verdeutlichen. Es zeigt die mehrmals von ihm verwendete Orchideenblüte im Feld eines „umgekehrtes Dreiecks“ zusammen mit seinem Vor- und Familiennamen, der von ihm in Großbuchstaben typografisch gestaltet wurde.

## Auszeichnung
Die Gesellschaft für Geschichte der Pharmazie zeichnete Zimmermann 1937 mit der Schelenz-Plakette aus.

## Schriften (Auswahl)
- Die Formen der Orchidaceen Deutschlands, Deutsch-Österreichs und der Schweiz. Selbstverlag des Deutschen Apotheker-Vereins, Berlin 1912.
- Arzt- und Apotheker-Spiegel. Eine Sprichwörtersammlung. DNB 578499576
- Exlibris (Bucheignerzeichen) deutscher Apotheker 1925. Sändig, Walluf 1925, ISBN 978-3-500-24810-3.
- Das Jahr 1924 im Spiegel pharmazeutischer Geschichte. In:  Pharmazeutische Zeitung, 70. Jahrgang (1925), S. 737–739.
- Gesellschaft für Geschichte der Pharmazie. In: Apotheker-Zeitung, 41. Jahrgang (1926), S. 915.
- Die Aufgaben der Zentralstelle der Gesellschaft für Geschichte der Pharmazie. In: Süddeutsche Apotheker-Zeitung, 66. Jahrgang (1926), S. 592.
- Aufbau und Einigungsziele Gesellschaft für Geschichte der Pharmazie. In: Apotheker-Zeitung, 41. Jahrgang (1926), S. 1362.
- Der Apotheker in ostpreußischen Märchen. In: Pharmazeutische Zeitung, 74. Jahrgang (1929), S. 1663f.
- Neufunde und Standortsmitteilungen aus der Flora von Achern. In: Beiträge zur naturwissenschaftlichen Erforschung Badens. Hrsg.: Badischer Landesverein für Naturkunde und Naturschutz in Freiburg im Breisgau, Heft 4, 1929; PDF (PDF; 916 kB)
- Die Gründungstage der Gesellschaft für Geschichte der Pharmazie. In: Süddeutsche Apotheker-Zeitung, 74. Jahrgang (1934), S. 346f.
- Rezension zu: Georg Edmund Dann: Wie schreibe ich die Geschichte meiner Apotheke In: Süddeutsche Apotheker-Zeitung, 77. Jahrgang (1937), S. 298.
- Chemisch‐pharmazeutische Übungspräparate des Apothekerpraktikanten. Verlag Süddeutsche Apotheker‐Zeitung. Stuttgart 1939.[27]
- Botanische Fahrt mit Apothekerpraktikanten in die Umgebung von Berlin.[28]
- Die pharmazeutische Vorprüfung in Fragen und Antworten. Stuttgart 1943, 3., völlig umgearbeitete und verbesserte Auflage, Stuttgart 1946.
- Beteiligt als Apothekeninhaber in Appenweier an: Fischer, Philipp: Der Apothekerpraktikant. Lehrbuch für die Ausbildung des deutschen Apothekenpraktikanten, 4. Auflage, Stuttgart 1944.